# Elitserien (Eishockey) 2003/04
Die Elitserien-Saison 2003/04 war die 29. Spielzeit der schwedischen Elitserien. Die Vorrunde wurde vom 24. September 2003 bis 26. Februar 2004 ausgespielt, die Play-offs begannen am 1. März und endeten mit dem letzten Finalspiel am 11. April. Schwedischer Meister 2003/04 wurde HV71, während in der Kvalserien, einer Relegationsrunde zwischen den besten vier Teams der zweitklassigen HockeyAllsvenskan und den beiden Letztplatzierten der Elitserien, die MIF Redhawks und Mora IK die ersten beiden Plätze belegten. Damit spielten diese beiden Klubs in der folgenden Saison in der höchsten Liga. Der Letztplatzierte der Elitserien 2003/04, Leksands IF stieg hingegen in die Allsvenskan ab.

## Reguläre Saison

### Modus
Die zwölf Mannschaften der Elitserien spielten zunächst in 50 Saisonspielen gegeneinander. Die Vereine waren während der Vorrunde in drei regionale Gruppen eingeteilt, wobei die Teams aus den jeweiligen „Derbygruppen“ mehr Spiele gegeneinander bestritten als gegen Mannschaften aus den anderen Gruppen. Die ersten acht Teams der Vorrunde traten in den Play-offs gegeneinander an, für die Mannschaften auf den Plätzen 9 und 10 war die Saison beendet, die beiden Letztplatzierten mussten in der Kvalserien antreten.
Ein Sieg in der regulären Spielzeit brachte einer Mannschaft drei Punkte. Bei Torgleichheit nach der regulären Spielzeit wurde eine Verlängerung ausgetragen, in der der Sieger zwei Punkte, der Verlierer hingegen einen Punkt erhielt. Stand es auch nach der Verlängerung Unentschieden wurde ein Penaltyschießen ausgetragen.

### Abschlusstabelle
|     | Klub               | Sp | S  | OTS | SOS | SON | OTN | N  | Tore    | TD  | Punkte |
| --- | ------------------ | -- | -- | --- | --- | --- | --- | -- | ------- | --- | ------ |
| 1.  | HV71               | 50 | 27 | 1   | 5   | 2   | 0   | 15 | 162:116 | +46 | 95     |
| 2.  | Färjestad BK       | 50 | 24 | 4   | 2   | 3   | 3   | 14 | 161:129 | +32 | 90     |
| 3.  | Västra Frölunda HC | 50 | 24 | 1   | 6   | 2   | 1   | 16 | 160:116 | +44 | 89     |
| 4.  | Linköpings HC      | 50 | 25 | 2   | 1   | 4   | 1   | 17 | 141:105 | +36 | 86     |
| 5.  | Djurgårdens IF     | 50 | 23 | 1   | 5   | 4   | 1   | 16 | 145:125 | +20 | 86     |
| 6.  | Timrå IK           | 50 | 21 | 2   | 0   | 5   | 2   | 20 | 117:124 | −7  | 74     |
| 7.  | Luleå HF           | 50 | 19 | 2   | 3   | 3   | 0   | 23 | 119:132 | −13 | 70     |
| 8.  | MODO Hockey        | 50 | 16 | 5   | 2   | 4   | 2   | 21 | 113:141 | −28 | 68     |
| 9.  | Södertälje SK      | 50 | 18 | 1   | 1   | 3   | 3   | 24 | 132:161 | −29 | 64     |
| 10. | Brynäs IF          | 50 | 18 | 0   | 2   | 1   | 2   | 27 | 121:151 | −30 | 61     |
| 11. | MIF Redhawks       | 50 | 16 | 1   | 5   | 0   | 1   | 27 | 112:151 | −39 | 61     |
| 12. | Leksands IF        | 50 | 11 | 1   | 5   | 6   | 5   | 22 | 129:161 | −32 | 56     |

Sp = Spiele, S = Siege, N = Niederlagen, OTS = Overtime-Siege, OTN = Overtime-Niederlagen, SOS = Penalty-Siege, SON = Penalty-Niederlagen, TD = Tordifferenz, P = Punkte 

### Topscorer
Quelle: Eliteprospects.com; Abkürzungen: Sp = Spiele, T = Tore, V = Assists, Pkt = Punkte, +/− = Plus/Minus, SM = Strafminuten; Fett: Turnierbestwert
| Spieler             | Mannschaft         | Sp | T  | V  | Pkt | SM | +/− |
| ------------------- | ------------------ | -- | -- | -- | --- | -- | --- |
| Magnus Kahnberg     | Västra Frölunda HC | 50 | 33 | 16 | 49  | 20 | +18 |
| Pelle Prestberg     | Färjestad BK       | 50 | 22 | 23 | 45  | 50 | +10 |
| Joakim Eriksson     | Södertälje SK      | 50 | 15 | 29 | 44  | 24 | +11 |
| Mikko Peltola       | Linköping HC       | 47 | 14 | 29 | 43  | 34 | +11 |
| Kalle Sahlstedt     | HV71               | 50 | 20 | 22 | 42  | 18 | +12 |
| Mikael Lind         | Brynäs IF          | 45 | 14 | 28 | 42  | 16 | +8  |
| Tomi Kallio         | Västra Frölunda HC | 50 | 24 | 17 | 41  | 54 | +16 |
| Andreas Salomonsson | MODO Hockey        | 47 | 13 | 26 | 39  | 48 | +4  |
| Johan Davidsson     | HV71               | 49 | 14 | 24 | 38  | 8  | +14 |
| Jörgen Jönsson      | Färjestad BK       | 49 | 16 | 21 | 37  | 24 | +11 |

## Play-offs
Die Play-offs wurden im Modus „Best-of-Seven“ ausgetragen.

### Turnierbaum
| Viertelfinale | Viertelfinale  | Viertelfinale      |    |                    | Halbfinale | Halbfinale | Halbfinale |  |  | Finale | Finale | Finale |
|               |                |                    |    |                    |            |            |            |  |  |        |        |        |
| 1.            | HV71           | 4                  |    |                    |            |            |            |  |  |        |        |        |
| 8.            | MoDo Hockey    | 2                  |    |                    |            |            |            |  |  |        |        |        |
| 8.            | MoDo Hockey    | 2                  | 1. | HV71               | 4          |            |            |  |  |        |        |        |
|               |                |                    | 1. | HV71               | 4          |            |            |  |  |        |        |        |
|               | 3.             | Västra Frölunda HC | 2  |                    |            |            |            |  |  |        |        |        |
| 3.            | 3.             | Västra Frölunda HC | 2  | Västra Frölunda HC | 4          |            |            |  |  |        |        |        |
| 3.            |                |                    |    | Västra Frölunda HC | 4          |            |            |  |  |        |        |        |
| 5.            | Djurgårdens IF | 0                  |    |                    |            |            |            |  |  |        |        |        |
| 5.            | Djurgårdens IF | 0                  | 1. | HV71               | 4          |            |            |  |  |        |        |        |
|               |                |                    |    | HV71               | 4          |            |            |  |  |        |        |        |
|               | 2.             | Färjestad BK       | 3  |                    |            |            |            |  |  |        |        |        |
| 2.            | 2.             | Färjestad BK       | 3  | Färjestad BK       | 4          |            |            |  |  |        |        |        |
| 2.            |                |                    |    | Färjestad BK       | 4          |            |            |  |  |        |        |        |
| 6.            | Luleå HF       | 1                  |    |                    |            |            |            |  |  |        |        |        |
| 6.            | Luleå HF       | 1                  | 2. | Färjestad BK       | 4          |            |            |  |  |        |        |        |
|               |                |                    | 2. | Färjestad BK       | 4          |            |            |  |  |        |        |        |
|               | 6.             | Timrå IK           | 1  |                    |            |            |            |  |  |        |        |        |
| 4.            | 6.             | Timrå IK           | 1  | Linköpings HC      | 1          |            |            |  |  |        |        |        |
| 4.            |                |                    |    | Linköpings HC      | 1          |            |            |  |  |        |        |        |
| 6.            | Timrå IK       | 4                  |    |                    |            |            |            |  |  |        |        |        |

### Viertelfinale
| HV71 – MoDo Hockey              | HV71 – MoDo Hockey | HV71 – MoDo Hockey | HV71 – MoDo Hockey |
| ------------------------------- | ------------------ | ------------------ | ------------------ |
| 1. März                         | MoDo Hockey        | HV71               | 5–2                |
| 3. März                         | HV71               | MoDo Hockey        | 10–1               |
| 5. März                         | MoDo Hockey        | HV71               | 6–0                |
| 7. März                         | HV71               | MoDo Hockey        | 4–2                |
| 9. März                         | HV71               | MoDo Hockey        | 5–3                |
| 11. März                        | MoDo Hockey        | HV71               | 1–3                |
| HV71 gewinnt die Runde mit 4:2. |                    |                    |                    |

| Färjestad BK – Luleå HF                 | Färjestad BK – Luleå HF | Färjestad BK – Luleå HF | Färjestad BK – Luleå HF |
| --------------------------------------- | ----------------------- | ----------------------- | ----------------------- |
| 1. März                                 | Luleå HF                | Färjestad BK            | 3–4 n. V.               |
| 3. März                                 | Färjestad BK            | Luleå HF                | 4–2                     |
| 5. März                                 | Luleå HF                | Färjestad BK            | 0–2                     |
| 7. März                                 | Färjestad BK            | Luleå HF                | 3–5                     |
| 9. März                                 | Färjestad BK            | Luleå HF                | 4–1                     |
| Färjestad BK gewinnt die Runde mit 4:1. |                         |                         |                         |

| Västra Frölunda HC – Djurgårdens IF           | Västra Frölunda HC – Djurgårdens IF | Västra Frölunda HC – Djurgårdens IF | Västra Frölunda HC – Djurgårdens IF |
| --------------------------------------------- | ----------------------------------- | ----------------------------------- | ----------------------------------- |
| 1. März                                       | Djurgårdens IF                      | Västra Frölunda HC                  | 1–8                                 |
| 3. März                                       | Västra Frölunda HC                  | Djurgårdens IF                      | 8–1                                 |
| 5. März                                       | Djurgårdens IF                      | Västra Frölunda HC                  | 4–6                                 |
| 7. März                                       | Västra Frölunda HC                  | Djurgårdens IF                      | 3–1                                 |
| Västra Frölunda HC gewinnt die Runde mit 4:0. |                                     |                                     |                                     |

| Linköpings HC – Timrå IK            | Linköpings HC – Timrå IK | Linköpings HC – Timrå IK | Linköpings HC – Timrå IK |
| ----------------------------------- | ------------------------ | ------------------------ | ------------------------ |
| 1. März                             | Timrå IK                 | Linköpings HC            | 2–1 n. V.                |
| 3. März                             | Linköpings HC            | Timrå IK                 | 2–3 n. V.                |
| 5. März                             | Timrå IK                 | Linköpings HC            | 1–2 n. V.                |
| 7. März                             | Linköpings HC            | Timrå IK                 | 1–4                      |
| 9. März                             | Linköpings HC            | Timrå IK                 | 1–2                      |
| Timrå IK gewinnt die Runde mit 4:1. |                          |                          |                          |

### Halbfinale
| HV71 – Västra Frölunda HC       | HV71 – Västra Frölunda HC | HV71 – Västra Frölunda HC | HV71 – Västra Frölunda HC |
| ------------------------------- | ------------------------- | ------------------------- | ------------------------- |
| 16. März                        | Västra Frölunda HC        | HV71                      | 2–4                       |
| 18. März                        | HV71                      | Västra Frölunda HC        | 4–2                       |
| 20. März                        | Västra Frölunda HC        | HV71                      | 4–1                       |
| 22. März                        | HV71                      | Västra Frölunda HC        | 2–3 n. V.                 |
| 24. März                        | HV71                      | Västra Frölunda HC        | 2–1 n. V.                 |
| 26. März                        | Västra Frölunda HC        | HV71                      | 0–1 n. V.                 |
| HV71 gewinnt die Runde mit 4:2. |                           |                           |                           |

| Färjestad BK – Timrå IK                 | Färjestad BK – Timrå IK | Färjestad BK – Timrå IK | Färjestad BK – Timrå IK |
| --------------------------------------- | ----------------------- | ----------------------- | ----------------------- |
| 16. März                                | Timrå IK                | Färjestad BK            | 1–2 n. V.               |
| 18. März                                | Färjestad BK            | Timrå IK                | 4–1                     |
| 20. März                                | Timrå IK                | Färjestad BK            | 1–3                     |
| 22. März                                | Färjestad BK            | Timrå IK                | 1–3                     |
| 24. März                                | Färjestad BK            | Timrå IK                | 3–1                     |
| Färjestad BK gewinnt die Runde mit 4:1. |                         |                         |                         |

### Finale
| HV71 – Färjestad BK                      | HV71 – Färjestad BK | HV71 – Färjestad BK | HV71 – Färjestad BK |
| ---------------------------------------- | ------------------- | ------------------- | ------------------- |
| 30. März                                 | Färjestad BK        | HV71                | 0–3                 |
| 1. April                                 | HV71                | Färjestad BK        | 1–4                 |
| 3. April                                 | Färjestad BK        | HV71                | 4–3 n. V.           |
| 5. April                                 | HV71                | Färjestad BK        | 4–0                 |
| 7. April                                 | HV71                | Färjestad BK        | 2–3                 |
| 9. April                                 | Färjestad BK        | HV71                | 0–1                 |
| 11. April                                | HV71                | Färjestad BK        | 5–0                 |
| HV 71 gewinnt die Meisterschaft mit 4:3. |                     |                     |                     |

### Schwedischer Meister
| Schwedischer Meister HV71 | Torhüter: Boo Ahl, Stefan Liv, Jarmo Myllys Verteidiger: Johan Halvardsson, Per Gustafsson, Daniel Ljungkvist, Jouni Loponen, Mika Niskanen, Fredrik Olausson, Simon Skoog, Ola Svanberg, Ola Thorwalls Angreifer: Johan Davidsson, Peter Ekelund, David Fredriksson, Jani Hassinen, Stefan Hellkvist, Anders Huusko, Andreas Jämtin, Pasi Määttänen, Sebastian Meijer, Björn Melin, Mattias Remstam, Kalle Sahlstedt, Per-Åge Skrøder, Martin Thörnberg Cheftrainer: Pär Mårts |

## Auszeichnungen
- Guldhjälmen (Most Valuable Player) – Magnus Kahnberg, Västra Frölunda HC
- Honkens trofé (bester Torhüter) – Henrik Lundqvist, Västra Frölunda HC
- Årets nykomling – Loui Eriksson, Västra Frölunda HC
- Guldpipa (bester Schiedsrichter) – Thomas Andersson, Gävle